# Eugenia crossopterygoides
Eugenia crossopterygoides är en myrtenväxtart som beskrevs av Auguste Jean Baptiste Chevalier. Eugenia crossopterygoides ingår i släktet Eugenia och familjen myrtenväxter. Inga underarter finns listade i Catalogue of Life.